# Gymnocarpos sclerocephalus
Gymnocarpos sclerocephalus là loài thực vật có hoa thuộc họ Cẩm chướng. Loài này được (Decne.) Dahlgren & Thulin mô tả khoa học đầu tiên năm 2002.